# コタイ

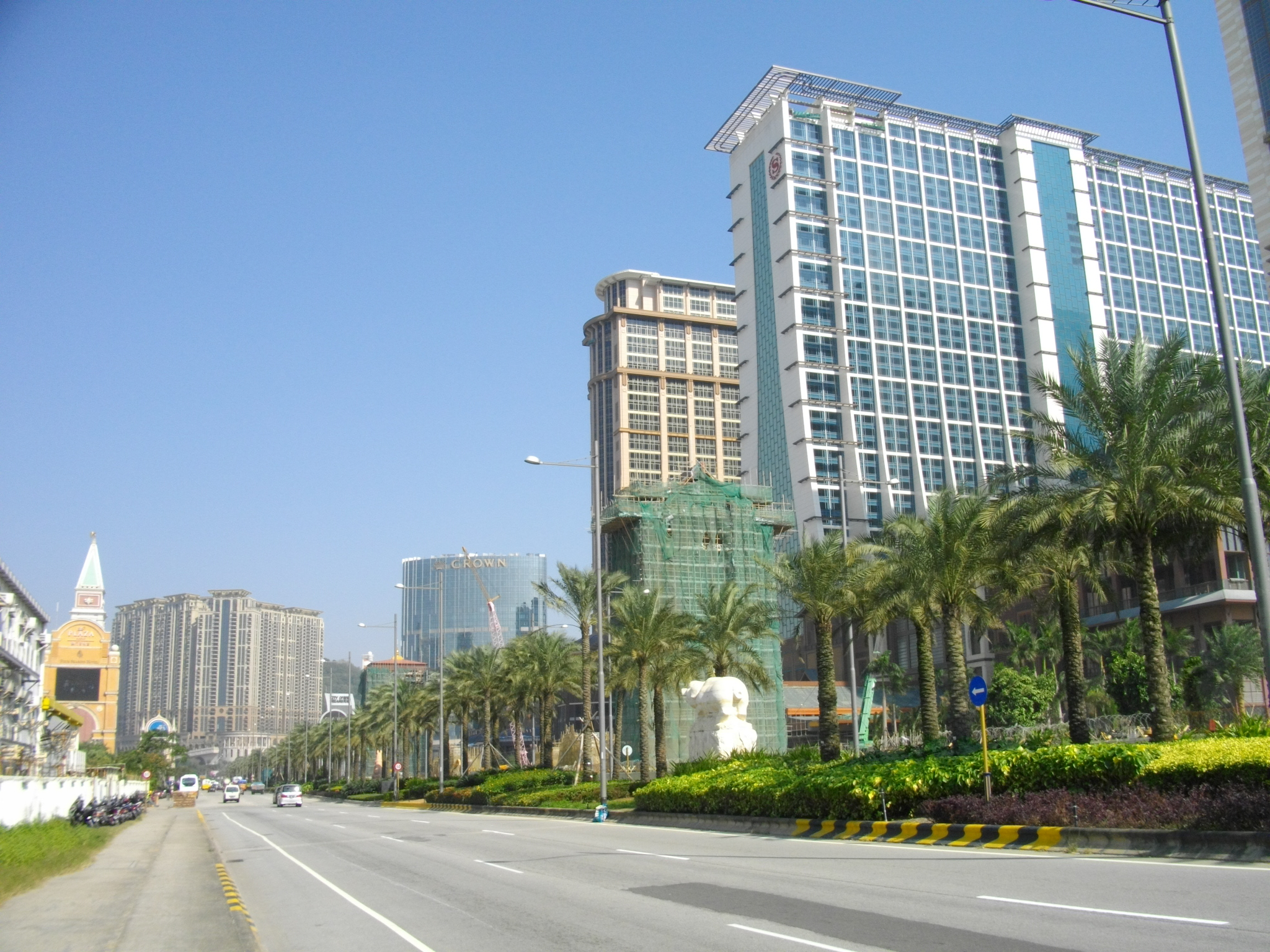
2011年の路氹金光大道（コタイ・ストリップ）

コタイ (Cotai、路氹) は、マカオ南部のコロアネ島とタイパ島を繋ぐ埋立地である。

## 地名
コタイ（路氹）は離島区のコロアネ島（Coloane, 路環島）とタイパ島（Taipa, 氹仔島）の間を埋めたもので、2つの島の名前を組み合わせて作った造語である。

## 歴史
元々は外十字門と呼ばれる海であったが、1960年代に浅瀬を埋め立てて堤防状の縦貫道路が作られた後、道路の西側の流れが緩やかな地域にはマングローブ林が形成され、東側にはカキの養殖場が作られた。
1980年代から、世界最高水準と言われる人口密度を緩和すべく、マカオ政府は浅瀬を埋め立てて、土地を広げる政策を打ち出した。
大規模な埋め立て地として計画されたものの一つはマカオ半島の新口岸地区で、もう一つはコタイであった。
経済の鈍化で当初の予定よりも工事は長引き、20世紀末までかかって一通りの埋め立てが完了したが、一度は計画された珠海からの鉄道敷設は撤回された。
2000年3月、蓮花大橋が完成し、コタイと広東省珠海市の横琴島が陸路で繋がり、入出境業務も開始された。これによって、マカオと中華人民共和国の間の陸路は従来のボーダーゲート（関閘）に加えて2個所に増えた。

## 現状
当初の住宅地中心の埋め立てから、現在は高級ホテル、カジノ、リゾート施設を中心にした都市計画に変わっている。計画ではホテルは20軒が集中することになり計6万室の規模となる。中心となるのが路氹金光大道と呼ばれる繁華街で、主に中国大陸からの観光客を当て込んでいる。

## 大型建設プロジェクト

### 完成
- マカオ国際ヨットクラブ
  - 皇庭海景酒店
  - ヨットクラブカジノ
- 金都酒店及びカジノ
- 東方ゴルフクラブ
- マカオエッグ（澳門東亜運動会体育館）
- 澳門科技大学
- コロアンカートレース場
- ベネチアン・マカオ[1]
- フォーシーズンズホテル・マカオ
- シティ・オブ・ドリームス
  - グランドハイアット・マカオ
  - ハードロックホテル・マカオ
  - クラウンタワーズ
- ギャラクシーマカオ
  - ホテルギャラクシー
  - ホテルオークラ・マカオ
  - バンヤンツリー・マカオ
  - リッツカールトン・マカオ
  - マリオット・マカオ
- サンズ・コタイセントラル
  - コンラッド・マカオ・コタイストリップ
  - ホリデイイン・マカオ・コタイストリップ
  - シェラトン・マカオ・コタイストリップ

- マカオ・スタジオ・シティ
- ウィン・コタイ

## 鉄道
- マカオLRTタイパ線・石排湾線
  - コタイ西駅 -  蓮花駅 - 協和医院駅 - 東亜運駅 - コタイ東駅